# Jordyn Wieber
Jordyn Marie Wieber (DeWitt, Míchigan, Estados Unidos; 12 de julio de 1995) es una gimnasta artística estadounidense retirada, campeona olímpica en 2012 por equipos, y bicampeona mundial en 2011 en la competición general individual y por equipos. Actualmente es entrenadora del programa de gimnasia artística femenina de la Universidad de Arkansas.

## Biografía
Wiber nació el 12 de julio de 1995 en DeWitt, Míchigan, EE. UU.. Es hija de Rita y David Wieber y es la tercera de cuatro hermanos.
Wieber empezó a practicar gimnasia a los tres años. Más tarde fue seleccionada para el programa Silvertars. Con diez años se clasificó en el programa olímpico júnior. En 2006 se clasificó para formar parte del equipo nacional.
Tras los juegos olímpicos de 2012, Wieber se matriculó en la Universidad de California en Los Ángeles para estudiar psicología, donde se graduó en 2017. Desde entonces forma parte del cuerpo de entrenadores del equipo de gimnasia artística de la Universidad. En abril de 2019 anunció que dejaba su puesto en UCLA Bruins para dirigir el equipo de gimnasia artística femenina de Arkansas Razorbacks.
En 2018 Wieber denunció haber sufrido abusos sexuales por parte de Larry Nassar durante su estancia en la selección estadounidense. Wieber fue una de las muchas gimnastas que testificaron contra él en el juicio que le condenó a 60 años de prisión por posesión de pornografía infantil y entre 40 y 175 años de prisión por agresión sexual. Durante su declaración, Wieber denunció que Nassar había abusado de ella desde que tenía 14 años. Además, también acusó a la Federación de Gimnasia Estadounidense por no haberla protegido ni a ella ni a sus compañeras.
Desde principios de 2017 mantiene una relación con el también gimnasta Chris Brooks, integrante del equipo olímpico estadounidense en Río 2016.

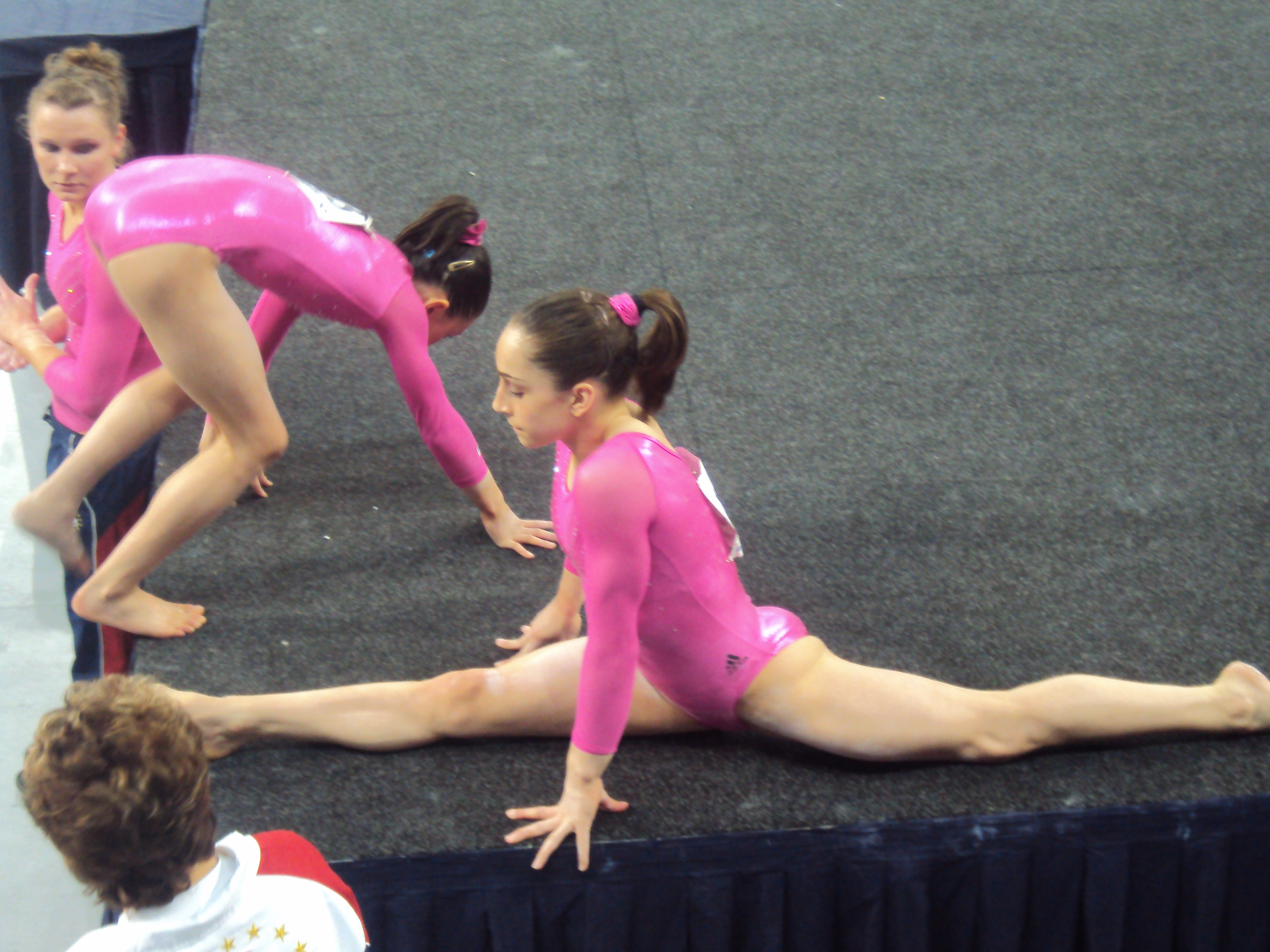

## Carrera júnior
En febrero de 2009 compitió en la American Cup celebrada en Chicago. Ganó la competición general individual con una puntuación de 60,200. En agosto de ese mismo año sufrió una lesión que le impidió participar en el Campeonato Nacional.
En abril de 2010 compitió en el Pacific Rim Gymnastics Championships en Melbourne, donde ganó el concurso individual completo con una puntuación de 59.550, y ayudó al equipo nacional a conseguir la medalla de oro en el circuito completo por equipos. En julio compitió en el Covergil Classic en Chicago donde ganó la competición general individual con una puntuación de 59.950. En agosto se lesionó el tobillo en el Campeonato Nacional júnior.

## Carrera profesional

### 2011
En marzo participó en su primera competición como gimnasta profesional en la American Cup celebrada en Jacksonville, Florida, donde ganó el circuito individual con una puntuación de 59,899.
Ese mismo mes participó en el trofeo City of Jesolo en Italia donde consiguió la medalla de plata en el circuito individual quedando por detrás de su compañera de equipo McKayla Maroney. Además, consiguió la medalla de oro por equipos con el equipo estadounidense.
En julio compitió en el Covergirl Classic en Chicago. Consiguió el primer lugar en la prueba de barras asimétricas con una puntuación de 15.200 y compartió el primer puesto en la clasificación de viga de equilibrio con su compañera Alicia Sacramone. Ambas consiguieron una puntuación de 15.200.
En agosto participó en el Visa Championship en Saint Paul, Minnesota. Allí ganó la prueba general individual de dos días con una puntuación final de 121.300 puntos. También consiguió el mejor puesto en barras asimétricas con una puntuación de 29.750, el tercer mejor puesto en viga de equilibrio con una puntuación de 29.900, y la primera posición en el ejercicio de suelo con una puntuación de 29.900.
En octubre compitió en el mundial de gimnasia artística celebrado en Tokio, Japón. Contribuyó en la victoria del equipo estadounidense de la prueba general por equipos. Además, consiguió la medalla de oro en el circuito completo individual con una puntuación de 59.382. También se clasificó cuarta en la prueba de barras asimétricas (14.500), tercera en la prueba de viga de equilibrio (15.133) y sexta en la prueba de suelo (14.700).

### 2012
En marzo participó en la American Cup celebrada en Nueva York donde fue campeona del circuito general individual con una puntuación de 61,320. Ese mismo mes, Wieber compitió en el Pacific Gymanstics Championships en Everett, Washington. Allí participó en la victoria del equipo estadounidense y también ganó la prueba general individual con una puntuación de 61.050. Además quedó primera en el ejercicio de suelo (15.125) y sexta en la viga de equilibrio (13.700).
En mayo compitió en el Secret U.S. Classic en Chicago. Se clasificó octava en la prueba de barras asimétricas (14.250) y primera en la prueba de viga de equilibrio (15.000).
En junio participó en el Campeonato Nacional en San Luis, Misuri. Ganó la competición general individual con una puntuación combinada de dos días de 121.900 puntos. En las finales por aparatos, quedó quinta en la prueba de barras asimétricas (30.100), quinta en la prueba de viga de equilibrio (29.750) y segunda en el ejercicio de suelo (30.500).
En julio participó en los Olympic Trials (pruebas de selección del equipo olímpico) celebrados en San Jose, California. Se clasificó en la segunda posición en el circuito individual por detrás de su compañera Gabrielle Douglas. En la final por aparatos, consiguió la cuarta posición en la prueba de barras asimétricas, tercera en la viga de equilibrio y segunda en el ejercicio de suelo.

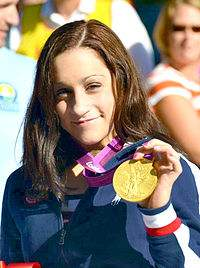
Wieber con la medalla de oro de los JJOO 2012

Wieber fue seleccionada para representar a Estados Unidos en los Juegos Olímpicos de Londres de 2012 junto a Gabrielle Douglas, McKayla Maroney, Aly Raisman y Kyla Ross.

#### Juegos Olímpicos de Londres
A finales de julio Wieber participó en los Juegos Olímpicos de Londres 2012 representando al equipo de gimnasia artística de Estados Unidos. 
En la cualificación individual quedó cuarta con una puntuación de 60.032 puntos, clasificándose por detrás de sus compañeras de equipo Gabrielle Douglas y Aly Raisman. Aun habiendo conseguido una puntuación óptima, no pudo participar en la final individual debido a la normativa que restringe la participación de dos atletas como máximo en la final.
Wieber participó en la final por equipos donde ganó la medalla de oro junto a sus compañeras de equipo Aly Raisman, Gabrielle Douglas, McKayla Maroney y Kyla Ross. El equipo fue apodado como Fierce Five (cinco feroces). También participó en la final del ejercicio de suelo donde se clasificó séptima con una puntuación de 14.500.
Después de los Juegos, Wieber participó junto a otro integrantes de los equipos de gimnasia artística y rítmica de Estados Unidos en un tour por todo el país.

## Otros datos
- En 2013 Wieber firmó un contrato de patrocinio con Adidas Gymnastics, por el que tuvo que renunciar a su elegibilidad para participar en la liga universitaria.[37] A pesar de esto, Wieber forma parte desde 2013 del equipo técnico de la sección de gimnasia de UCLA Bruins.[5]

- En 2014 hizo un cameo junto a Samantha Peszek en la película de Disney Channel Full Out: El Ritmo de la Victoria, basada en la carrera de la gimnasta Ariana Berlin.[38]
- En marzo de 2015 anunció su retirada de la gimnasia de élite. Wieber fue la primera del equipo olímpico campeón Fierce Five en retirarse de la competición internacional.[39] A pesar de estar retirada de la gimnasia, en verano de 2016 se anunció que formaría parte del Kellogg’s Tour Of Gymnastics Champions junto al equipo olímpico de gimnasia artística de 2016.[40]
- En 2016 participó activamente en la candidatura olímpica para la designación de la ciudad de Los Ángeles como ciudad anfitriona.[41]

- En agosto de 2018 entrenó a Margzetta Frazier, integrante del equipo de gimnasia de UCLA, durante su participación en el Campeonato Nacional de Gimnasia celebrado en la ciudad de Boston.[42]

## Medallero
| Año  | Competición                | Equipo         | AA                | VT               | UB                | BB                | FX                |
| ---- | -------------------------- | -------------- | ----------------- | ---------------- | ----------------- | ----------------- | ----------------- |
| 2007 | U.S. Classic               |                | 5                 | Medalla de plata | Medalla de plata  | 12                | 18                |
| 2007 | Campeonato Nacional        |                | Medalla de bronce | Medalla de plata | Medalla de plata  | Medalla de bronce | 9                 |
| 2007 | Juegos Pan Americanos      | Medalla de oro | Medalla de plata  |                  | Medalla de oro    | Medalla de oro    | Medalla de bronce |
| 2008 | Italia-España-Polonia-USA  | Medalla de oro | Medalla de oro    |                  |                   |                   |                   |
| 2008 | U.S. Classic               |                | Medalla de oro    | Medalla de oro   | Medalla de oro    | Medalla de oro    | Medalla de oro    |
| 2008 | Campeonato Nacional        |                | Medalla de oro    | Medalla de oro   | Medalla de plata  | Medalla de bronce | Medalla de oro    |
| 2009 | Copa América               |                | Medalla de oro    |                  |                   |                   |                   |
| 2010 | Campeonato Pacific Rim     | Medalla de oro | Medalla de oro    | Medalla de plata | 4                 | Medalla de oro    | Medalla de oro    |
| 2010 | U.S. Classic               |                | Medalla de oro    | Medalla de oro   | 6                 | Medalla de oro    | Medalla de plata  |
| 2011 | Copa América               |                | Medalla de oro    |                  |                   |                   |                   |
| 2011 | Campeonato Città of Jesolo | Medalla de oro | Medalla de plata  | Medalla de plata | Medalla de plata  | Medalla de bronce |                   |
| 2011 | U.S. Classic               |                |                   |                  | Medalla de oro    | Medalla de oro    |                   |
| 2011 | Campeonato Nacional        |                | Medalla de oro    |                  | Medalla de bronce | Medalla de oro    | Medalla de oro    |
| 2011 | Campeonato Mundial         | Medalla de oro | Medalla de oro    |                  | Medalla de bronce | 4                 | 6                 |
| 2012 | Copa América               |                | Medalla de oro    |                  |                   |                   |                   |
| 2012 | Campeonato Pacific Rim     | Medalla de oro | Medalla de oro    |                  | 6                 |                   | Medalla de oro    |
| 2012 | U.S. Classic               |                |                   |                  | Medalla de oro    | 8                 |                   |
| 2012 | Campeonato Nacional        |                | Medalla de oro    |                  | 5                 | 5                 | Medalla de plata  |
| 2012 | Olympic Trials             |                | Medalla de plata  |                  | Medalla de bronce | 4                 | Medalla de plata  |
| 2012 | Juegos Olímpicos           | Medalla de oro |                   |                  |                   |                   | 7                 |